# 표본

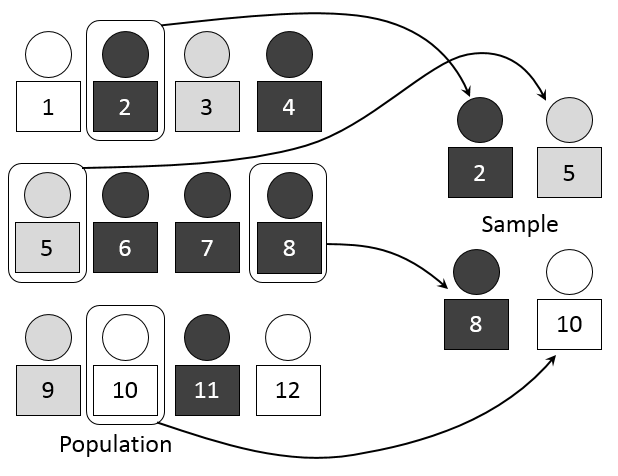
단순 랜덤 표본을 선별하는 시각적 표현

통계학에서 표본(sample, 標本)은 모집단(population)의 부분집합이다. 표본집단 또는 표집으로도 불리며 표본은 여러 통계 자료를 포함하는 집단 속에서 그 일부를 뽑아내어 조사한 결과로써 본디의 집단의 성질을 추측할 수 있는 통계 자료이다. 전형적으로, 모집단은 매우 크며, 모집단의 모든 값에 대해 전수조사(census)나 전부 조사(complete enumeration)을 하는 것은 실용적이지 않거나 불가능하다.
표본은 다룰 수 있을만한 크기의 부분 집합을 나타낸다. 표본이 얻어지면 모집단으로부터 얻은 표본에 대해 추론(inference) 또는 외삽법(extrapolation)을 하기 위하여 통계적 계산이 수행된다. 표본으로부터 이러한 정보를 얻기 위한 과정(process)을 표집(sampling)이라고 한다.

## 표본집단
통계학에서 표본집단(標本集團,sample)은 표본 조사에서 선정된, 어떠한 특성을 공유한 집단이다. 줄여서 표집이라고도 할 수 있으나 표집(sampling)은 모집단에서 표본을 추출하는 일 또는 방법을 가리키는 용어이기도 하다.

## 같이 보기
- 추정 이론
- 표집
- 표본 평균
- 분산